# Lionel Rigolet
Pour les articles homonymes, voir Rigolet (homonymie).
Lionel Rigolet, né à Wavre le 9 septembre 1969 est un cuisinier belge, chef du restaurant Comme chez Soi, succédant à son beau-père Pierre Wynants,.

## Biographie
Lionel Rigolet était élève à l'école hôtelière de Namur pendant les années 1980, établissement où il fait la rencontre de Laurence Wynants, la fille du chef étoilé. Après ses études, il fait son service militaire et quelques stages dans la restauration. Lionel Rigolet et Laurence Wynants se marient, puis s'installent dans la maison familiale où Pierre Wynants prépare son beau-fils à reprendre les rênes de son enseigne.
En 2011, il participe à l'émission de télé-réalité de la RTBF Comme un chef, dans laquelle il coache et juge de jeunes apprentis cuisiniers, aux côtés de Sang Hoon Degeimbre, Arabelle Meirlaen, Jean-Baptiste Thomaes et Pierre Résimont, quatre chefs belges également étoilés, ainsi que le chocolatier bruxellois Pierre Marcolini et le chef français Frédéric Anton. Le gagnant s'est vu offrir un an de contrat dans le restaurant de Lionel Rigolet.

## Prix et récompenses
- Cuisinier de l'année dans le Gault Millau Benelux (2007)[5].
- Prix Cristal du Club Royal des Gastronomes de Belgique (2011)[6].

## Ouvrages
- Pierre Wynants, Lionel Rigolet et Philippe Bidaine, Le Cœur gourmand de la Belgique : Comme chez Soi, Standaard, 2001, 279 p. (ISBN 978-90-02-21010-5)